# À fleur de peau (téléfilm)
Pour les articles homonymes, voir À fleur de peau.
Pour plus de détails, voir Fiche technique et Distribution.
À fleur de peau est un téléfilm français réalisé par Christian Bonnet sur un scénario de Vincent Lambert, et diffusé pour la première fois en France le 27 septembre 2023 sur France 2.
Ce polar psychologique est une coproduction de La Fabrique, ID Fictions (Mediawan) et France Télévisions pour France 2,.

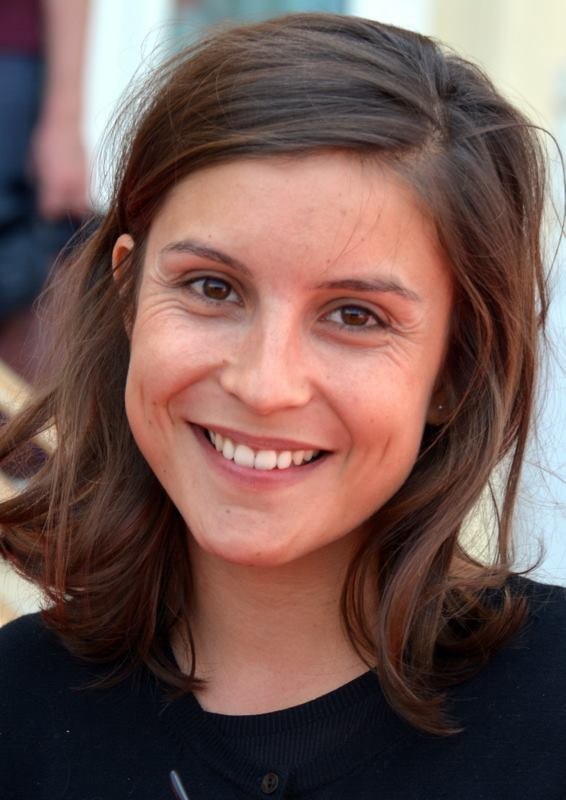
Flore Bonaventura.

## Synopsis
Quelques jours avant son mariage avec Alice Serval, le lieutenant Emy Varenne se réveille dans le coffre d'une voiture au milieu de la garrigue. Elle appelle son collègue, le capitaine Matisse Serval, son témoin pour le mariage et qui est également le frère d'Alice. Il vient aussitôt la chercher. Emy ne se rappelle pas comment elle est arrivée en ce lieu dans le coffre de cette voiture. Emy se retrouve ensuite accusée de meurtres. Les secrets, les mensonges et le passé des familles vont lever le voile sur les vraies personnalités et les liens qui relient les personnages.

## Fiche technique
Sauf indication contraire, les informations mentionnées dans cette section peuvent être confirmées par les bases de données cinématographiques IMDb et Allociné,  présentes dans la section « Liens externes ».
- Titre français : À fleur de peau
- Réalisation : Christian Bonnet[1],[2],[3]
- Scénario : Vincent Lambert[1],[2]
- Production : Pierre Eid
- Sociétés de production : La Fabrique, ID Fictions et France Télévisions[1],[2]
- Pays de production :  France
- Langue originale : français
- Format : couleur
- Genre : Polar psychologique
- Durée : 90 minutes
- Dates de première diffusion :
  - France : 27 septembre 2023 sur France 2[2],[3]

## Distribution
Sauf indication contraire, les informations mentionnées dans cette section peuvent être confirmées par la base de données cinématographiques IMDb,  présente dans la section « Liens externes ».
- Flore Bonaventura : lieutenant Emy Varenne / Léa Roussin
- Raphaël Lenglet : capitaine Matisse Serval
- Élodie Varlet : Alice Serval
- Blandine Papillon : Clara Varenne
- Anne Loiret : Corinne Serval
- Fatima Adoum : commissaire Kasmi
- Lionnel Astier : Antoine Serval
- Édouard Montoute : Berthier
- Thomas Jeand'Heur : lieutenant Fontaine
- Hélène Pequin : Corinne Varenne
- Catherine Coto : Tante Varenne
- Thierry Otin : Dr Mas
- Théo Lichelangeli : Matisse Serval (16 ans)
- Lilou Siauvaud : Emy Varenne / Léa Roussin (11 / 15 ans)
- Chloé Peillex : Alice Serval (13 ans)
- Lou Gouimbault : Clara Varenne (13 ans)
- Paul Passagot : Loris Serval (8 ans)

## Production

### Genèse et développement
Le scénario est de la main de Vincent Lambert, et la réalisation est assurée par Christian Bonnet,,.
La production est assurée par Pierre Eid.

### Attribution des rôles
Le rôle principal est tenu par Flore Bonaventura, qui confie : « Je me suis laissé porter par l'histoire. Je suis assez instinctive, j'ai utilisé mes propres failles, que j'ai évidement agrandies. J'y mets beaucoup de moi-même et le soir lorsque je rentrais du tournage, j'étais un peu solitaire. C'est vrai que ça a été un mois où je n'ai pas été tellement directe et joyeuse parce que j'étais plongée dans cet univers… ».

### Tournage
Le tournage se déroule du 14 février au 14 mars 2023 dans le département français des Bouches-du-Rhône en région Provence-Alpes-Côte d'Azur.

## Diffusions et audience
En France, le téléfilm, diffusé le 27 septembre 2023 sur France 2, est regardé par 3 840 000 téléspectateurs et se classe premier en termes d'audience.

### Accueil critique
Pour le magazine Télé-Loisirs, « On se laisse volontiers surprendre par ce thriller bien ficelé qui réunit tous les ingrédients d'une bonne saga. Sans parler des rebondissements inattendus. Parmi les autres bons points d'À fleur de peau, son casting et ses décors naturels provençaux qui permettent de voir du pays ».
Pour le site Cineserie, « À fleur de peau explore la mécanique complexe de la culpabilité, de la vengeance, du pardon et de la reconstruction. Réalisé par Christian Bonnet, ce thriller haletant promet une soirée captivante pour les amateurs de mystère et de suspense ».
Télérama, de son côté, est nettement plus critique : « Après un début intrigant, ce téléfilm enchaîne les rebondissements invraisemblables ».